# هومل
پوشاک ورزشی هومل (به دانمارکی: Hummel) شرکت تولیدکنندهٔ پوشاک ورزشی دانمارکی است که در سال ۱۹۲۳ توسط خانوادهٔ مسر (انگلیسی: Messmer) در هامبورگ آلمان تأسیس شده‌است. این شرکت هم‌اکنون برای ورزش‌های فوتبال، فوتسال، هندبال، بسکتبال، والیبال، شینتی، راگبی لیگ و فوتبال استرالیایی پوشاک تولید می‌کند. این شرکت برای فوتبال و هندبال کفش ورزشی نیز تولید می‌کند.
نام و نشان شرکت هومل از واژه‌ای آلمانی به‌معنی خرزنبوریان گرفته شده‌است.
در حال حاضر اسپانسر لباس تیم ملی فوتبال دانمارک درجام جهانی ۲۰۱۸ و یورو ۲۰۲۰ می‌باشد.